# 牛乳榕新臀后節蜱
牛乳榕新臀后節蜱（学名：Neometaculus beecheyaus）为節蜱科樹新臀后節蜱屬下的一个种。